# Cladonia pyxidata
Cladonia pyxidata (L.) Hoffm. (1796), è una specie di lichene appartenente al genere Cladonia,  dell'ordine Lecanorales.
Il nome proprio deriva dal latino pyxis, che significa capsula, barattolo, scatola, ad indicare la forma degli apoteci.

## Caratteristiche fisiche
Il tallo primario ha poche squamule, che non stanno nelle vicinanze del substrato. I podezi hanno forma di calice, abbastanza larghi; internamente ed esternamente hanno una cortex di consistenza granulosa ma piuttosto grossolana. Gli apoteci crescono su escrescenze del bordo del calice in forma di piccole capsule. Confondibile facilmente con C. pocillum, C. fimbriata e C. chlorophaea.
Il fotobionte è principalmente un'alga verde delle Trentepohlia.

## Habitat
Questa specie è polimorfica, si adatta cioè ad una grande varietà di climi e ciò è sicuramente il motivo principale della sua ampia diffusione a tutte le latitudini e longitudini. Predilige un pH del substrato con valori intermedi fra molto acido e subneutro fino a subneutro puro. Il bisogno di umidità spazia da igrofitico a mesofitico.

## Località di ritrovamento
La specie è cosmopolita, ed è stata rinvenuta nelle seguenti località:
- Stati Uniti (Nebraska, Alabama, Colorado, Indiana, Maryland, Minnesota, Missouri, Nuovo Messico, Dakota del Nord, Idaho, Illinois, Alaska, Distretto di Columbia, Iowa, Maine, Massachusetts, Michigan, Montana, New York, Ohio, Oregon, Rhode Island, Carolina del Sud, Vermont, Washington, Virginia Occidentale, Wisconsin, Hawaii, Delaware, Texas, Utah);

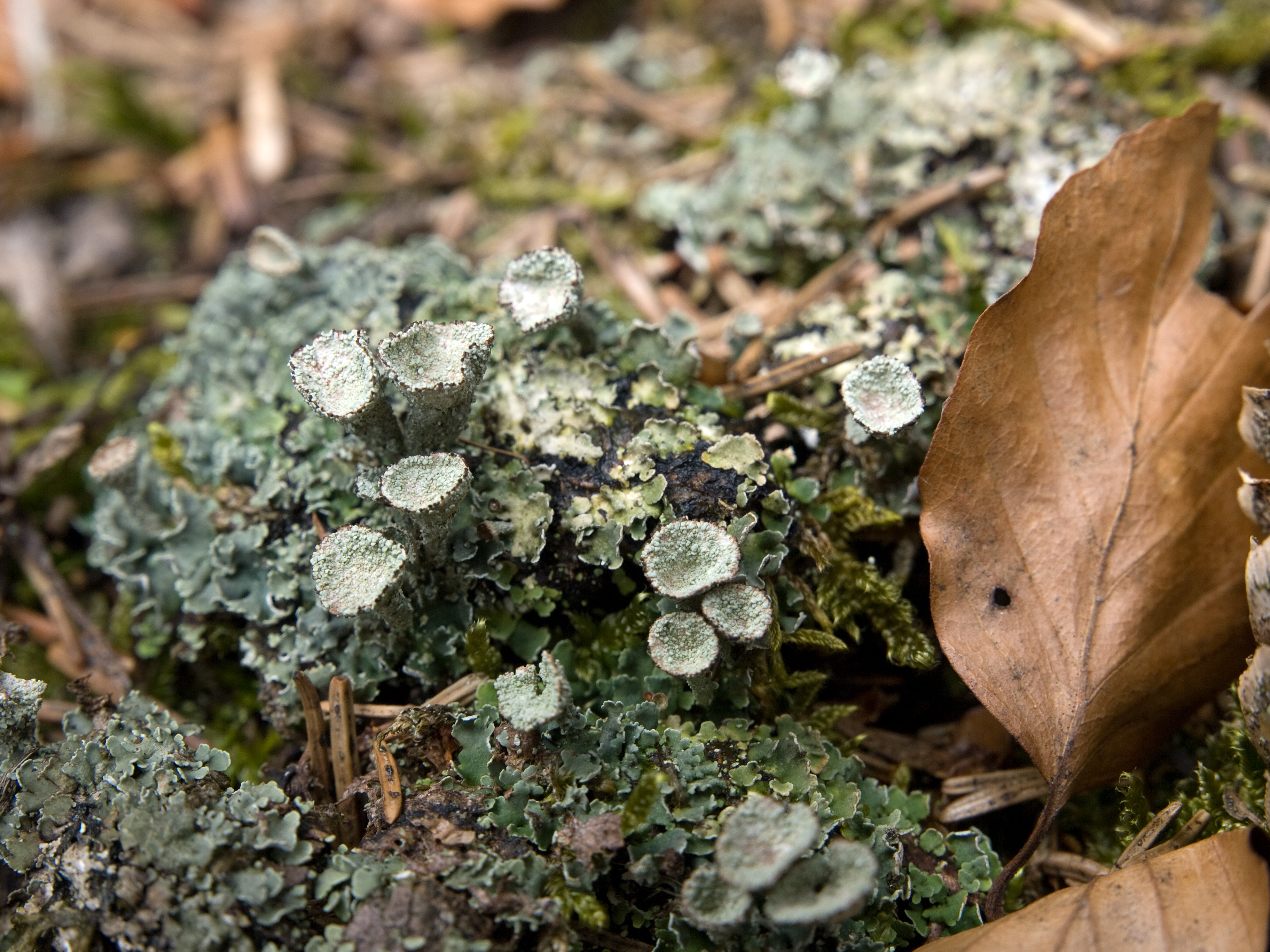
Cladonia pyxidata

- Germania (Sassonia-Anhalt, Brema (stato), Renania-Palatinato, Amburgo, Meclemburgo, Renania Settentrionale-Vestfalia, Bassa Sassonia, Turingia, Sassonia, Berlino, Assia, Baviera, Baden-Württemberg, Brandeburgo, Schleswig-Holstein);
- Canada (Manitoba, Ontario, Alberta, Columbia Britannica, Nuovo Brunswick, Terranova, Labrador, Nunavut, Québec (provincia), Saskatchewan, Yukon);
- Australia (Nuovo Galles del Sud);
- Spagna (Aragona, Cantabria, Castiglia e León, Madrid);
- Austria (Alta Austria, Salisburgo, Stiria);
- Brasile (Rio Grande do Sul);
- Iran (Mazandaran);
- Cina (Mongolia interna, Xinjiang, Anhui, Fujian, Hebei, Heilongjiang, Hubei, Jiangxi, Jilin, Shanghai, Xizang, Yunnan, Zhejiang, Tibet, Shaanxi, Yunnan);

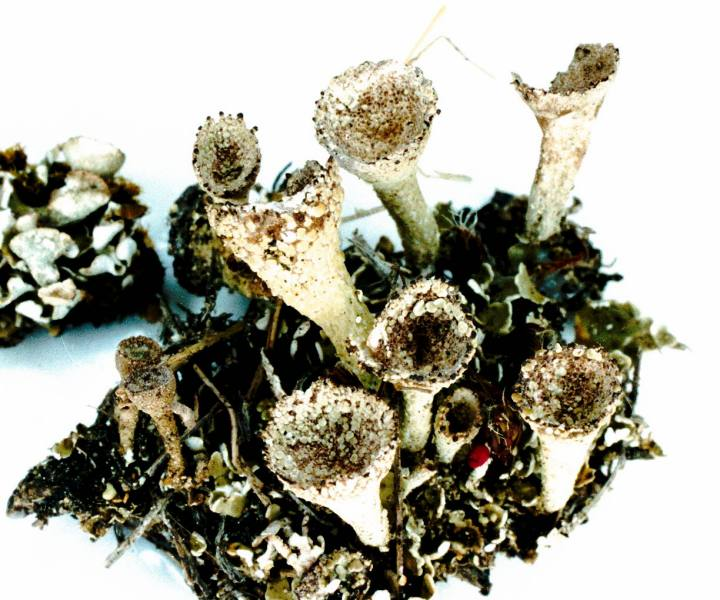
Cladonia pyxidata

- Albania, Andorra, Argentina, Bolivia, Bosnia ed Erzegovina, Cile, Cipro, Colombia, Corea del Sud, Costa Rica, Creta, Danimarca, Estonia, Etiopia, Finlandia, Georgia del Sud, Grecia, Groenlandia, India, Irlanda, Islanda, Isole Azzorre, Isole Canarie, Isole Svalbard, Jan Mayen, Kenya, Libano, Lituania, Lussemburgo, Macedonia, Malaysia, Marocco, Mongolia, Norvegia, Nuova Zelanda, Oceania, Paesi Bassi, Pakistan, Perù, Polonia, Portogallo, Regno Unito, Repubblica Ceca, Romania, Ruanda, Saint-Pierre e Miquelon, Sant'Elena, Serbia, Siria, Sudafrica, Svezia, Tagikistan, Taiwan, Tanzania, Tristan da Cunha, Tunisia, Turchia, Uganda, Ungheria, Uruguay, Venezuela.

In Italia è la specie di Cladonia in assoluto più diffusa:
- estremamente comune in tutta la Liguria, Toscana, Umbria, Lazio, Marche, Abruzzi, Molise, Campania; quasi tutta la Basilicata, Sardegna, Calabria, Piemonte; gran parte della Lombardia, Trentino-Alto Adige, Valle d'Aosta, Friuli, Sicilia
- abbastanza comune lungo la parte settentrionale delle regioni dell'intero arco alpino.
- rara nell'intera Pianura padana, nel Tavoliere delle Puglie, nel metapontino e nelle zone costiere della Sicilia.[3]

## Tassonomia
Questa specie è attribuita alla sezione Cladonia; a tutto il 2008 sono state identificate le seguenti forme, sottospecie e varietà:
- Cladonia pyxidata [var.] pterygota Flörke.
- Cladonia pyxidata [var.] pyxidata (L.) Hoffm. (1796).
- Cladonia pyxidata [var.] verticillata Hoffm.
- Cladonia pyxidata f. botryosa Delise.
- Cladonia pyxidata f. carneopallida (Ach.) Harm. (1896).
- Cladonia pyxidata f. centralis Flot.

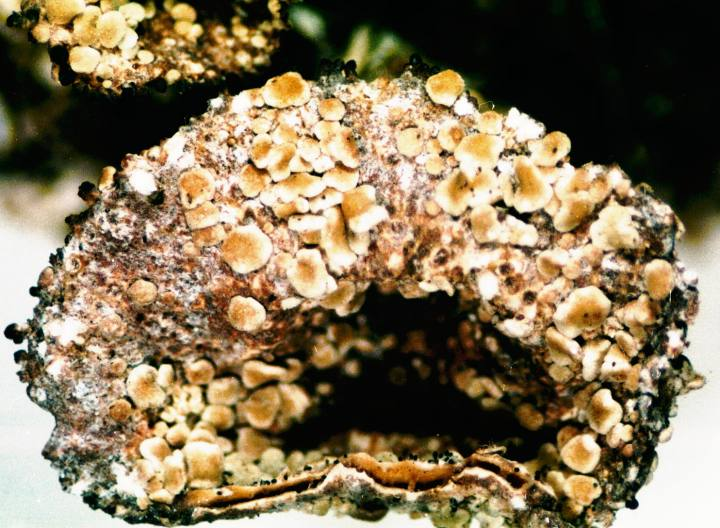
Cladonia pyxidata

- Cladonia pyxidata f. cervina Nyl. (1858).
- Cladonia pyxidata f. conistea (Delise) Delise, (= Cladonia humilis var. humilis).
- Cladonia pyxidata f. dilacerata Doppelb. (1950).
- Cladonia pyxidata f. expansa Anders (1936).
- Cladonia pyxidata f. intermedia Sandst. (1910).
- Cladonia pyxidata f. lophyra Ach.
- Cladonia pyxidata f. lophyroides Vain. ex Szatala (1938).
- Cladonia pyxidata f. macra (Flörke) Müll. Arg.
- Cladonia pyxidata f. myriocarpa Mudd.
- Cladonia pyxidata f. pachyphyllina (Wallr.) Vain. (1927).
- Cladonia pyxidata f. phyllophora Mudd.

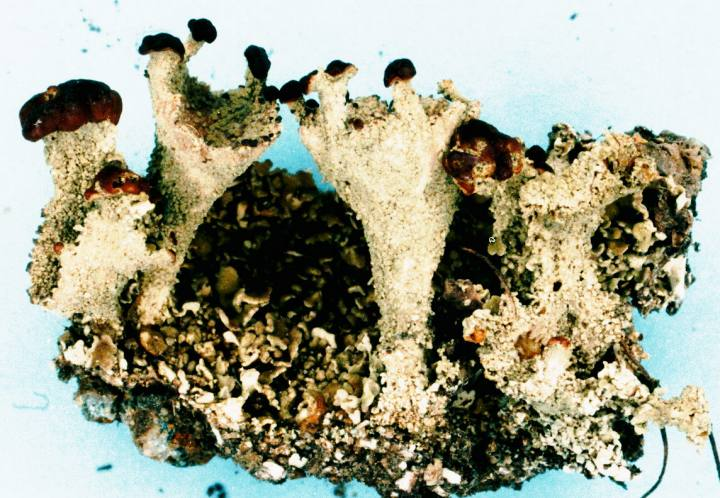
Cladonia pyxidata

- Cladonia pyxidata f. pocillum (Ach.) Flot.
- Cladonia pyxidata f. pterygota (Flörke) Sandst. (1927).
- Cladonia pyxidata f. pyxidata (L.) Hoffm. (1796).
- Cladonia pyxidata f. simplex (Ach.) Harm.
- Cladonia pyxidata f. staphylea (Ach.) Harm.
- Cladonia pyxidata f. syntheta (Ach.) Harm. (1927).
- Cladonia pyxidata subsp. chlorophaea (Flörke ex Sommerf.) V. Wirth (1994), (= Cladonia chlorophaea).
- Cladonia pyxidata subsp. grayi (G. Merr. ex Sandst.) V. Wirth (1994), (= Cladonia grayi).
- Cladonia pyxidata subsp. pocillum (Ach.) Å.E. Dahl (1950), (= Cladonia pocillum).
- Cladonia pyxidata subsp. pyxidata (L.) Hoffm. (1796).

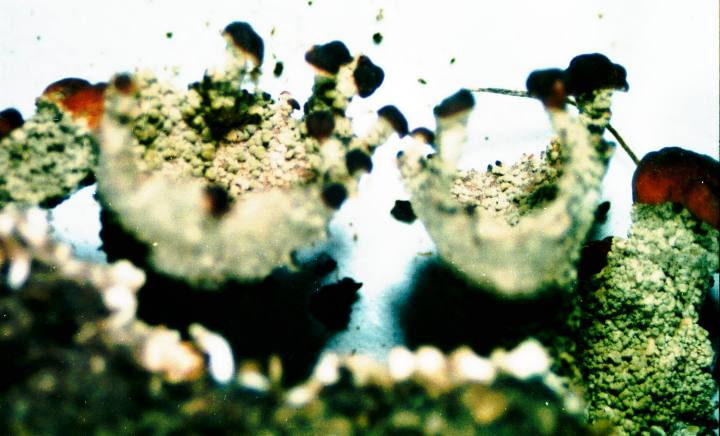
Cladonia pyxidata, apoteci

- Cladonia pyxidata subvar. lepidophora Flörke.
- Cladonia pyxidata subvar. pyxidata (L.) Hoffm. (1796).
- Cladonia pyxidata tax.vag. pyxidata (L.) Hoffm. (1796).
- Cladonia pyxidata tax.vag. verticilliata Hoffm., (= Cladonia cervicornis subsp. verticillata).
- Cladonia pyxidata var. baccifera Räsänen (1944).
- Cladonia pyxidata var. chlorophaea (Flörke ex Sommerf.) Flörke, (= Cladonia chlorophaea).
- Cladonia pyxidata var. chlorophaea f. staphylea (Ach.) Harm.
- Cladonia pyxidata var. costata Flörke (1828).
- Cladonia pyxidata var. flavida Vain.
- Cladonia pyxidata var. marginalis F. Wilson (1887).
- Cladonia pyxidata var. neglecta (Flörke) A. Massal. (1855).
- Cladonia pyxidata var. pocillum (Ach.) Flot. (1927), (= Cladonia pocillum).
- Cladonia pyxidata var. pyxidata (L.) Hoffm. (1796).
- Cladonia pyxidata var. pyxidata f. lophyra (Ach.) Körb.